# 刘禹彤
刘禹彤（2001年2月5日—）為中國女子籃球運動員，生於黑龙江哈尔滨，出身籃球世家，她的祖父母、外祖父母、父母親等等都曾是籃球運動員，但劉禹彤從小並沒有直接踏上籃球路，而是先接受舞蹈與鋼琴的訓練，直到初中一年級（七年級）才正式接觸籃球。刘禹彤是韩旭在清华大学附属中学的後輩，就讀北京师范大学期間學校在中国大学生篮球联赛三度奪冠、二次位居亞軍。2021-22赛季刘禹彤曾代表FUSC联队（中国大学生体育协会女子篮球联队）參加中国女子篮球联赛，場均可貢獻16.2分、6.2籃板。2023年8月刘禹彤代表中國在2021年成都大運會女籃項目奪金牌，同月山西女篮宣布與刘禹彤完成簽約。

## 外部連結
- 刘禹彤在archive.fiba.com（archived）（英语）
- 刘禹彤在Eurobasket.com（球員）（英语）